# Curry (étel)
A curry egy dél-ázsiai aromás-fűszeres szószos fogás.

## Leírása
Az indiaiak 25-30 fűszerből készítik a különböző curryket, egy-egy ételbe általában hat-nyolc féle fűszert tesznek. A fűszereket frissen, közvetlen a fogyasztás előtt őrlik és a megadott mennyiségben adagolják az ételekbe.
A curry kifejezés a tamil kaṟi szóból származik, melynek jelentése szósz, mártás.
A mediterráneumban őshonos curry-fű nevű örökzöld, évelő őszirózsaféle (olasz szalmagyopár, Helichrysum italicum) csak curryre emlékeztető erős illata miatt kapta az elnevezését, de valójában semmi köze sincs se az indiai szószos ételekhez, se a curry porhoz.

## Néhány ismertebb indiai curry[4]
- Dhansak: Nem csípős, édes-sós, lencsével és többnyire báránnyal vagy ürühússal lassan főzött fogás.
- Jalfrezi: Egy csípős, szárazabb, pirított fogás: készítéséhez zöld paprikát, hagymát, zöld csilit pirítanak.
- Korma: A húsokat joghurtban marinálják, majd alacsony hőfokon hosszan párolják, hogy megmaradjon bennük a nedvesség. Jellemző fűszerei a koriander, római kömény, fahéj, kardamom és a darált mandula. Krémes állagát a kókusztej vagy joghurt és vaj adja.
- Madras: Közepesen erős, paradicsomosan készülő fogás.
- Saag: Spenótot, valamilyen kelfélét, egyéb leveles zöldségeket és néha burgonyát is tartalmaz.
- Tikka Masala: A csirkehús-kockákat nyárson, kemencében grillezik porhanyósra, mielőtt a paradicsommal főzött karakteres szószba teszik.
- Vindaloo: Portugáloktól eredő fogás, bor és fokhagyma alapú erőteljes ízű, erős curry. Mivel eredetileg sertéshúsból készül, így sok indiai étterem nem tartja.